# Gene Tierney
Gene Tierney, właściwie Gene Eliza Tierney (ur. 19 listopada 1920 w Brooklynie, Nowy Jork, zm. 6 listopada 1991 w Houston, Teksas) – amerykańska aktorka filmowa i teatralna. Zdobyła uznanie tytułową rolą w filmie Laura oraz rolą  Ellen Berent Harland w filmie noir Zostaw ją niebiosom.

## Życiorys

### Młodość
Gene Eliza Tierney urodziła się 19 listopada 1920 roku na Brooklynie, w Nowym Jorku. Była drugim dzieckiem brokera ubezpieczeniowego Howarda Sherwooda Tierneya (1894–1961) i Belle Lavinii Taylor (zm. 1978), nauczycielki gimnastyki. Imię otrzymała na cześć wuja, który zmarł w wieku 17 lat, w wyniku powikłań cukrzycowych. Miała starszego brata, Howarda Sherwooda „Butcha” Tierneya Jr. (1919–1990) i młodszą siostrę Patricię „Pat” Tierney (1926–2014). Rodzina Tierney wyprowadziła się na farmę w Green Farms w stanie Connecticut, a pod koniec lat 20. przeniosła się do nowo wybudowanej rezydencji. Howard Tierney zarabiał 150 tys. dolarów rocznie, dzięki czemu rodzina mogła sobie pozwolić na zatrudnienie  licznej służby czy zakup łodzi oraz trzech samochodów. Gene miała niemiecką opiekunkę, Louise, z którą była bardzo związana. Edukację rozpoczęła podobnie jak jej matka, w St. Margaret's School. W okresie szkolnym występowała w przedstawieniach teatralnych m.in. w klasyku Little Women. W wieku 15 lat podjęła decyzję o kontynuowaniu edukacji w żeńskiej szkole  Brilanmont School w Szwajcarii. Zdobyła gruntowne wykształcenie, biegle posługiwała się językiem francuskim, jeździła konno, a także realizowała się artystycznie i poetycko. Na zaproszenie koleżanek szkolnych odwiedziła Wielką Brytanie i Norwegię. w 1937 r. zwiedzała także inne europejskie kraje. W 1938 roku powróciła do USA. W czasie rodzinnych wakacji w Kalifornii, dzięki krewnemu pracującemu w Warner Bros., odwiedziła plan filmowy, na którym poznała Bette Davis. Reżyser Anatole Litvak, będąc pod wrażeniem urody Tierney, zasugerował jej, że powinna zostać aktorką. Po pozytywnym przejściu zdjęć próbnych przedstawiciele studia filmowego zaproponowali 150 dolarów tygodniowo Tierney. Jednakże ojciec nie wyraził zgody na angaż córki ze względu na młody wiek i brak tzw. society debut. Dnia 24 września 1938 roku Tierney zadebiutowała przed społecznością w Fairfeld Country Club w Connecticut i wówczas otrzymała zgodę ojca na rozpoczęcie kariery filmowej.
W następnym roku zadebiutowała na deskach Broadwayu. Wkrótce otrzymała propozycje ról filmowych i podpisała kontrakt. Pierwszym filmem z jej udziałem był Powrót Franka Jamesa (The Return of Frank James, 1940). W 1946 roku otrzymała jedyną nominację do Oscara za Zostaw ją niebiosom (Leave Her to Heaven, 1945).
Największe uznanie zyskała za tytułową rolę w filmie Otto Premingera Laura z 1944. Lata 40. i początek lat 50. były dla niej pasmem sukcesów zawodowych. Z powodu problemów w życiu osobistym jej kariera załamała się.

## Życie prywatne
W czasie pobytu w Szwajcarii zaprzyjaźniła się z Marią Seiber, córką Marleny Dietrich.

## Filmografia
- 1941: Na tytoniowym szlaku jako Ellie May Lester
- 1943: Niebiosa mogą zaczekać jako Martha Strabel Van Cleve
- 1944: Laura jako Laura Hunt
- 1945: Zostaw ją niebiosom jako Ellen Berent Harland
- 1946: Ostrze brzytwy jako Isabel Bradley Maturin
- 1947: Duch i pani Muir jako Lucy Muir
- 1950: Noc i miasto jako Mary
- 1952: Podróż ku Nowemu Światu jako Dorothy Bradford
- 1954: Egipcjanin Sinuhe jako Baketamon, siostra Echnatona
- 1955: Lewa ręka Pana Boga jako Anne Scott